# Australonuphis violacea
Australonuphis violacea är en ringmaskart som beskrevs av Rozbaczylo och Castilla 1981. Australonuphis violacea ingår i släktet Australonuphis och familjen Onuphidae. Inga underarter finns listade i Catalogue of Life.